# Arthur, Malédiction
Arthur, Malédiction (Originaltitel: Arthur, malédiction) ist ein französischer Horrorfilm von Barthélemy Grossmann aus dem Jahr 2022. Der Film ist ein Spin-off von Arthur und die Minimoys in Form eines Slasher-Films.

## Handlung
Alex ist ein leidenschaftlicher Fan der Arthur und die Minimoys-Filme. Schon als Kind träumte er davon, in die fantastische Welt der Minimoys einzutauchen. Zu seinem 18. Geburtstag überraschen ihn seine Freunde Samantha, Jean, Renata, Maxime, Douglas, Mathilde und Dominique mit einem Ausflug zu dem alten Haus, in dem die Originalfilme gedreht wurden. Das abgelegene Gebäude steht seit Jahren leer, doch Alex ist begeistert, einen realen Ort aus seiner Kindheit zu betreten.
Die Gruppe plant ein Wochenende voller Nostalgie: Sie tragen Kostüme, schauen sich die Arthur-Filme an und erkunden die Requisiten und das Grundstück. Im Garten entdecken sie ein seltsames Rohr, das dem Eingang zur Minimoy-Welt aus dem Film ähnelt. Nachts hören sie beunruhigende Geräusche, und am nächsten Morgen ist ein Teil ihrer Vorräte verschwunden. Douglas verlässt die Gruppe, um in der nahegelegenen Ortschaft Hilfe zu holen, kehrt jedoch nicht zurück.
Bald geraten die Dinge außer Kontrolle. Douglas wird tot aufgefunden, grausam an einem Baum aufgehängt. Weitere Mitglieder der Gruppe werden durch brutale und bizarre Methoden getötet: Maxime stirbt durch eine Falle; Mathilde erliegt einem allergischen Schock nach einem Bienenangriff. Renata wird von einer maskierten Gestalt in einem Maltazard-Kostüm gejagt und ebenfalls getötet. Samantha, Jean und Alex erkennen, dass sie in eine tödliche Falle geraten sind.
Nach und nach enthüllt sich die Wahrheit: Eine sektenartige Gruppe von Fanatikern, die sich als „Matassalai“ verstehen, lebt im Haus und inszeniert mörderische Rituale rund um das Arthur-Universum. Sie glauben, dass durch das Opfer von echten Menschen die „echte“ Welt der Minimoys betreten werden könne.
Alex wird schließlich gefangen genommen und zur Teilnahme an einem grausamen Spiel gezwungen, überlebt aber mit Hilfe eines alten Mannes, der als Hauswächter dient. Der Mann tötet die Mitglieder der Sekte. Am Ende werden Alex, Samantha und Jean von der Polizei gerettet, die die Verbrechen aufklärt. Es stellt sich heraus, dass die Täter keine übernatürlichen Wesen, sondern drogenabhängige Fanatiker waren, die sich in eine mörderische Obsession hineingesteigert hatten.

## Produktion und Veröffentlichung
Regie führte Barthélemy Grossmann. Das Drehbuch schrieb Luc Besson. Die Produzenten waren Luc Besson und Fanny Besson. Die Musik komponierte Éric Serra und für die Kameraführung war Colin Wandersman verantwortlich. Für den Schnitt verantwortlich war Julien Rey. Die Dreharbeiten fand im Sommer 2020 statt und dauerte 33 Tage. In Frankreich kam der Film am 29. Juni 2022. Am 11. November 2022 erschien der Film in einer ungekürzten Fassung mit der Altersfreigabe „ab 16 Jahren“ in Deutschland.

## Synchronisation
| Figur     | Schauspieler       | Deutscher Synchronsprecher |
| --------- | ------------------ | -------------------------- |
| Alex      | Mathieu Berger     | Carlos Fanselow            |
| Dominique | Marceau Ebersolt   | Konrad Bösherz             |
| Douglas   | Mikaël Halimi      | Ben Küch                   |
| Jean      | Yann Mendy         | Lucas Wecker               |
| Mathilde  | Lola Andreoni      | Christina Wöllner          |
| Maxime    | Vadim Agid         | Julian Tennstedt           |
| Momo      | Nacim Beliouz      | Jonathan Elias Weiske      |
| Renata    | Jade Pedri         | Esra Vural                 |
| Samantha  | Thalia Besson      | Franziska Trunte           |
| Wächter   | Ludovic Berthillot | Hans Hohlbein              |

## Rezeption
Arthur, Malédiction ist ein Horrorfilm, der die beliebte Kinderreihe in ein düsteres Licht rückt und zeigt, was passiert, wenn Fantasie zur Realität wird.
- Lexikon des internationalen Films: „Kopflos zwischen der Wehmut jugendlicher Heldenverehrung und den Unbilden brutaler Eindringlinge changierender Horrorfilm, der sich darüber in Genreplattitüden verliert. Weder lotet er das Potenzial des poetischen Horrors noch den blutrünstigen Backwood-Terror aus.“[6]

- AlloCiné gab dem Film 1.8 von 5 Punkten.[7]